# Atlantomyia nitida
Atlantomyia nitida là một loài ruồi trong họ Tachinidae.